# Amoghasiddhi

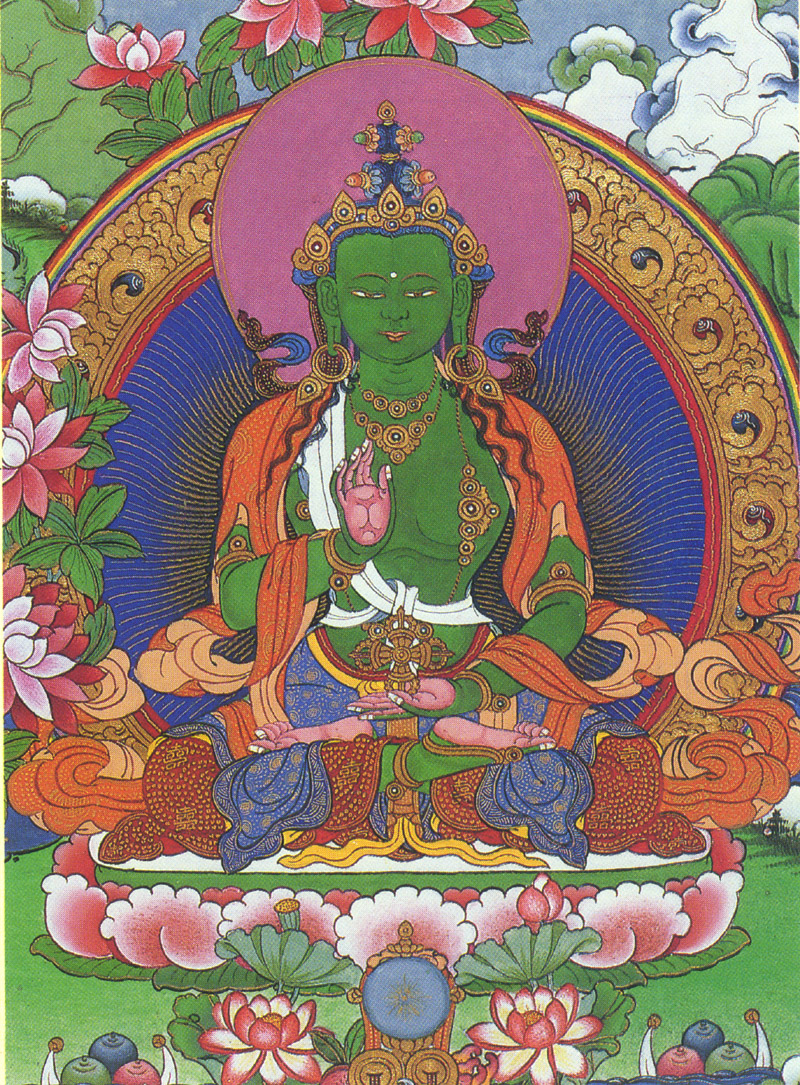
Målning av Amoghasiddhi

Amoghasiddhi är en buddha inom vajrayana, där han är en av de fem dhyanibuddhorna. I denna grupp av fem buddhor representerar han handling/karma. Hans namn betyder bokstavligen "Han vars prestationer inte är förgäves".